# Leptidea amurensis
Leptidea amurensis là một loài bướm ngày thuộc họ Pieridae. Nó được tìm thấy ở miền tây Siberia đến vùng Ussuri thuộc Nga, Triều Tiên, Trung Quốc, Mông Cổ và Nhật Bản.
Ấu trùng ăn Hedysarum ussuriense, Lupinus species và Vicia amoena.

## Phụ loài
- Leptidea amurensis amurensis
- Leptidea amurensis emisinapis (Altai, Sayan, Transbaikalia)
- Leptidea amurensis jacutia (Yakutia)
- Leptidea amurensis japana

## Hình ảnh

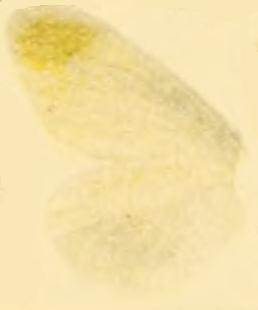
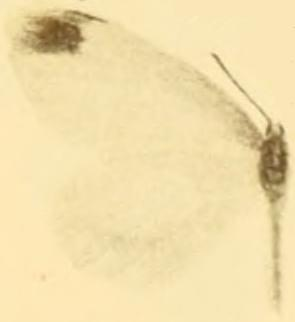